# 当別町営軌道
当別町営軌道（とうべつちょうえいきどう）は、かつて北海道石狩郡当別町にあった簡易軌道。

## 概要
太平洋戦争終戦後、当別町北部の青山奥地区が緊急入植指定地となりその交通手段の確保、営農物資・収穫物の輸送、沿線の道有林からの木材搬出を使命として当別川に沿うように開業した。
1947年（昭和22年）に着工し、青山四番川までの48kmの計画であったが、変更を余儀なくされ、1949年（昭和24年）に当別停留所 - 青山中央停留所間が開業となる。その後延伸を重ね、1952年（昭和27年）に、大袋停留所までの全線（31.3 km）が開通となる。全線軌道を敷設したため、当別川の増水などで運休が相次いだ。
当初は住民の任意団体による運行であったが、国有財産である簡易軌道を任意団体に管理させることが問題視され、1953年（昭和28年）には道内の他の簡易軌道同様、管理が市町村に委託となり、当別町営となった。
しかし、翌1954年（昭和29年）9月26日に発生した洞爺丸台風の影響により、当別川沿いで橋梁も多い簡易軌道は運行不能となり、1955年（昭和30年）には全線の運行を停止した。
1956年（昭和31年）に入ると、当別町は同年度限りで簡易軌道の管理委託協定を破棄し、当別町営軌道は廃止となった。なお、書類上の廃止年は1958年（昭和33年）となっている。
廃線跡は橋脚や路盤が残っており、大袋停留所があった青山奥三番川には、当別町営軌道の橋脚に人が通れる通路が設置されている。廃線跡の一部は2012年（平成24年）供用開始の当別ダムにより水没した。

## 路線データ
- 路線距離：当別 - 大袋間31.348km
- 軌間：762mm

## 沿革
- 1947年（昭和22年）：当別町営軌道となる軌道が着工となる。
- 1949年（昭和24年）6月：当別町営軌道となる軌道で、当別停留所 - 青山中央停留所間で開業する。経営主体は、当別町役場である。
- 1949年（昭和24年）9月：経営主体たる運行組合が結成される。
- 1950年（昭和25年）：青山中央停留所 - 花田前停留所間が延伸される。
- 1952年（昭和27年）：花田前停留所 - 大袋停留所間の延伸により全線が開通する。
- 1953年（昭和28年）10月：農林省と当別町で管理委託協定を結ぶ。
- 1954年（昭和29年）9月26日：洞爺丸台風で甚大なる被害を蒙り、不通による営業休止となる。
- 1955年（昭和30年）：全線運行不能となる。
- 1956年（昭和31年）3月31日：使用停止が決定し、管理委託協定が破棄される。
- 1958年（昭和33年）：書類上廃止となる。

## 運行状況
1951年（昭和26年）4月20日に改正された時刻表より作成。
下り
| 当別     | 六軒町   | 茂平沢橋 | 弁華別   | 砂利上場 | 青山橋   | 共有地   | 中山の沢 | 沼の沢   | 青山中央 |
| 7時55分  | 8時04分  | 8時13分  | 8時21分  | 8時28分  | 8時36分  | 8時49分  | 8時58分  | 9時17分  | 9時30分  |
| 14時00分 | 14時09分 | 14時18分 | 14時26分 | 14時33分 | 14時41分 | 14時54分 | 15時03分 | 15時22分 | 15時37分 |
| 17時40分 | 17時49分 | 17時58分 | 18時06分 | 18時13分 | 18時21分 | 18時34分 | 18時43分 | 19時02分 | 19時17分 |

上り
| 青山中央 | 沼の沢   | 中山の沢 | 共有地   | 青山橋   | 砂利上場 | 弁華別   | 茂平沢橋 | 六軒町   | 当別     |
| 6時00分  | 6時16分  | 6時35分  | 6時44分  | 6時57分  | 7時05分  | 7時12分  | 7時20分  | 7時29分  | 7時37分  |
| 10時40分 | 10時54分 | 11時13分 | 11時22分 | 11時35分 | 11時43分 | 11時50分 | 11時58分 | 12時07分 | 12時15分 |
| 16時00分 | 16時14分 | 16時33分 | 16時42分 | 16時55分 | 17時03分 | 17時10分 | 17時18分 | 17時27分 | 17時35分 |

## 駅一覧
- 停留所　当別(とうべつ) - 六軒町(ろっけんちょう) - 茂平沢橋(もへいざわばし) - 弁華別 (べんけべつ)- 砂利揚場(じゃりあげば) - 青山橋(あおやまばし) - 共有地(きょうゆうち) - 中山の沢(なかやまのさわ) - 沼の沢(ぬまのさわ) - 青山中央(あおやまちゅうおう) - 六号(ろくごう) - 一番川(いちばんがわ) - 花田前(はなだまえ) - 吉田前(よしだまえ) - 大袋(おおぶくろ)

### 接続路線
当別停留所：国鉄札沼線（石狩当別駅）

## 車両
機関車　
ガソリン機関車6トン1両、同7トン1両、ディーゼル機関車1両
客車　
鉄板張ボギー車2両、木製車1両
荷物車　
木製車2両
貨車　
木製車30両、無蓋わく付4トン積み20両、同2トン積み20両
- 機関車1両、客車2両が問寒別線に移管されている。